# 加利齊亞 (涅任區)
50°45′4″N 32°1′29″E / 50.75111°N 32.02472°E
加利齊亞（烏克蘭語：Галиця），是烏克蘭北部的村莊，隸屬切爾尼希夫州的尼任區。該村處於加爾卡河畔，始建於1223年，面積5.91平方公里，海拔高度127米，2001年人口1,817。